# Episodi di The Naked Brothers Band (terza stagione)
La terza stagione della serie televisiva The Naked Brothers Band (episodi dal 29º al 40º) è andata in onda sul canale statunitense
Nickelodeon dal 18 ottobre 2008 al 13 giugno 2009.
In Italia è trasmessa in chiaro da Rai Gulp dal 2010.
| nº | Titolo originale        | Titolo italiano                    | Prima TV USA     | Prima TV Italia |
| -- | ----------------------- | ---------------------------------- | ---------------- | --------------- |
| 29 | Mystery Girl (part 1)   | La ragazza misteriosa - parte 1    | 18 ottobre 2008  | 2010            |
| 30 | Mystery Girl (part 2)   | La ragazza misteriosa - parte 2    | 18 ottobre 2008  | 2010            |
| 31 | Operation Mojo (part 1) | Lezioni di sopravvivenza - parte 1 | 22 novembre 2008 | 2010            |
| 32 | Operation Mojo (part 2) | Lezioni di sopravvivenza - parte 2 | 22 novembre 2008 | 2010            |
| 33 | Supetastic 6            | Supetastic 6                       | 26 novembre 2008 | Inedito         |
| 34 | Christmas Special       | Una canzone per Natale             | 13 dicembre 2008 | 2010            |
| 35 | Valentine Dream Date    | San Valentino                      | 7 febbraio 2009  | 2010            |
| 36 | Naked Idol (part 1)     | Cambiamenti - parte 1              | 14 marzo 2009    | 2010            |
| 37 | Naked Idol (part 2)     | Cambiamenti - parte 2              | 14 aprile 2009   | 2010            |
| 38 | The Premiere (part 1)   | La prima - parte 1                 | 11 aprile 2009   | 2010            |
| 39 | The Premiere (part 2)   | La prima - parte 2                 | 11 aprile 2009   | 2010            |
| 40 | No School's Fools Day   | Lo scherzo di fine anno            | 13 giugno 2009   | 2010            |

## La ragazza misteriosa - parte 1 e parte 2
- Titolo originale: Mystery Girl
- Diretto da: Jonathan Judge
- Scritto da: Polly Draper

### Trama
La band sta girando un film dal titolo "La ragazza misteriosa", ma sul set vi sono tensioni perché il regista Christophe non vuole affidare la parte
di coprotagonista a Rosalina. Inoltre Nat scopre che Rosalina sta partendo per una crociera di sei mesi attorno al mondo, premio per aver vinto una competizione musicale, e si arrabbia con lei.
Alex scopre invece che in una scena deve baciare Juanita.
Dopo un concorso viene scelta per la parte della ragazza misteriosa l'attrice Miranda Cosgrove.
Alla fine le tensioni si placano: Alex scopre che la scena del bacio era un errore tipografico sulla sceneggiatura,
mentre Nat si riconcilia con Rosalina facendole una serenata con la canzone "Your Smile".
- Guest stars: Miranda Cosgrove (sé stessa), Andrew Keenan-Bolger (Christophe)
- Musica: Blueberry Cotton - Alex Wolff, Scary World - Nat Wolff, Face In The Hall - Nat Wolff, I Don't Want To Go To School - Nat Wolff, Your Smile - Nat Wolff

### Curiosità
Nella seconda parte, quando Nat e gli altri attori si ribellano a Christophe, l'assistente tiene in mano una bomboletta spray con cui spruzza il regista: alternativamente, nelle inquadrature in cui compare di fronte, egli ha il braccio piegato e la bomboletta vicino al corpo; nelle inquadrature di spalle, il braccio è disteso.

## Lezioni di sopravvivenza
- Titolo originale: Operation Mojo
- Diretto da: Polly Draper
- Scritto da: Michael Rubiner e Bob Mittenthal

### Trama
Nat vede sulla copertina di una rivista una foto in cui Rosalina bacia un ragazzo francese durante la sua crociera in giro per il mondo.
Convinto di aver perduto la propria fidanzata, Nat cade in depressione, non riuscendo a far concludere i lavori per la realizzazione del film che la band sta girando.
Alex e gli altri componenti della band cercano di far riprendere Nat, organizzando un campeggio dove egli potrà dimostrare il proprio coraggio affrontando (finti) serpenti ed orsi.
Quando Nat scopre che si è trattato di una finzione, si arrabbia con i suoi amici, ma proprio in quel momento affronta un serpente (vero) e riguadagna il suo spirito.
- Musica: I Feel Alone - Nat Wolff, Rosalina - Nat Wolff, Curious - Nat Wolff, Got No Mojo - Nat Wolff

## Supetastic 6
- Titolo originale: Supetastic 6
- Diretto da: Mark Salisbury
- Scritto da: Michael Rubiner e Bob Mittenthal

### Trama
L'episodio (mai andato in onda in Italia) è uno special di animazione. I componenti della band si trasformano in supereroi per
combattere contro un genio criminale che vuole imporre al mondo la sua musica jazz e far diventare tutti calvi.
- Guest stars: Matt Pinfield (sé stesso)
- Musica: Little Old Nita - Nat Wolff, Body I Occupy - Nat Wolff

## Una canzone per Natale
- Titolo originale: Christmas Special
- Diretto da: Jonathan Judge
- Scritto da: Polly Draper

### Trama
Nat è preoccupato perché le recenti lettere ricevute da Rosalina hanno un numero sempre minore di "X" e di "O" vicino alla firma.
Ritenendo che l'amore di Rosalina nei suoi confronti sia diminuito, Nat non riesce a vivere lo spirito del Natale e a scrivere una canzone per
il ricevimento per la raccolta di fondi per beneficenza a favore dell'associazione "Save the Children".
Alex è invece in competizione con i ragazzi della band "Gli adorabili fratelli Timmerman" per il peggior video musicale on-line di Natale del mondo.
Dall'incontro con Leon Williams, un giovane che dedica la sua vita agli altri, Nat ritrova lo spirito del Natale e scrive la canzone "Yes We Can".
Alla fine, riceve una nuova lettera da Rosalina con tre "X".
- Guest stars: Natasha Bedingfield (sé stessa), Whoopi Goldberg (sé stessa), Leon Thomas G. III (Leon Williams)
- Musica: Yes We Can - Nat Wolff

## San Valentino
- Titolo originale: Valentine Dream Date
- Diretto da: Jonathan Judge
- Scritto da: Magda Liolis e Polly Draper

### Trama
Nat decide di partecipare a un gioco televisivo dove si può vincere un appuntamento con una ragazza.
Nel frattempo Rosalina interrompe la sua crociera intorno al mondo e fa visita alla band.
Alex, che prima ha fatto di tutto per far tornare insieme Jesse con il suo ex ragazzo Abdul, scopre che Abdul ha un'altra fidanzata.
Per non far dispiacere a Rosalina, Nat rinuncia a partecipare al gioco televisivo, al quale invece prenderanno parte David, Thomas e Qaasim.
- Guest stars: Victoria Justice (sé stessa)
- Musica: No Night Is Perfect - Nat Wolff, Jesse - Alex Wolff

## Cambiamenti - parte 1 e parte 2
- Titolo originale: Naked Idol
- Diretto da: Polly Draper
- Scritto da: Magda Liolis e Bob Mittenthal

### Trama
Rosalina riceve la visita di Michel, il ragazzo francese che ha baciato durante la sua crociera intorno al mondo.
Michel tenta di convincere Rosalina a lasciare The Naked Brothers Band, e quando Rosalina lo vuole congedare riesce a persuaderla a dargli un bacio di addio.
Nat vede i due che si baciano, e dopo una litigata con Rosalina costei lascia Nat e la band.
Cooper organizza allora un concorso per cercare un nuovo bassista per la band, che viene vinto da una giovane ragazza di nome Kristina.
Nat inizialmente pone difficoltà a Kristina, ma alla fine la accoglie a pieno titolo nella band.
Nel frattempo Rosalina ha lasciato definitivamente Michel e chiede di tornare nella band.
- Guest stars: David Desrosiers (sé stesso), Tobin Esperance (sé stesso), Dave Atell
- Altri interpreti: Jake Hertzog (Michel)
- Musica: The World (As We Know It Today) - Nat Wolff, Curious - Nat Wolff, Rosalina - Nat Wolff, Eventually - Nat Wolff, I'm Out - Nat Wolff, I Feel Alone - Nat Wolff

## La prima - parte 1 e parte 2
- Titolo originale: The Premiere
- Diretto da: Jonathan Judge
- Scritto da: Michael Rubiner, Bob Mittenthal e Polly Draper

### Trama
In prossimità della prima del film "La ragazza misteriosa" che la band ha girato, Nat è ancora indeciso se tenere come bassista Kristina o riprendere Rosalina.
Analogamente Nat è indeciso su quale ragazza possa accompagnarlo alla prima, anche perché molte fan si propongono come accompagnatrici.
Alex invece scopre una dote di preveggenza dovuta all'arricciamento dei suoi capelli.
Intanto la pizza con il nastro del film viene rubato da Christophe, l'ex regista del film licenziato.
Però, grazie ancora ai capelli di Alex, il film viene recuperato.
Alla fine Nat decide di avere nella band due bassiste, sia Rosalina sia Kristina, e come previsto dai capelli di Alex va alla prima accompagnato da tutte le fan.
- Guest stars: Victoria Justice (sé stessa), Andrew Keenan-Bolger (Christophe)
- Musica: Fire - Nat Wolff, Run - Nat Wolff, Just A Girl I Know - Nat Wolff, Little Old Nita - Nat Wolff

## Lo scherzo di fine anno
- Titolo originale: No School's Fools Day
- Diretto da: Rosario Roveto, Jr.
- Scritto da: Polly Draper

### Trama
I componenti della band si contendono un premio a forma di scarpa per il miglior scherzo di fine anno.
Alex manda a Rosalina un istruttore di guida che usa un'automobile finta.
David e Qaasim rasano a zero Thomas.
Nat cerca di spaventare Kristina facendo il mimo.
Rosalina e Kristina fingono di essere due ragazze francesi che vengono aiutate da Nat.
Thomas si fa arrestare dalla polizia insieme con David e Qaasim.
Cooper fa credere ad Alex che su internet vi sia un suo video in cui sostiene di essere l'unico batterista cantante, e che altri famosi batteristi cantanti siano arrabbiati con lui
- Guest stars: George Lopez (sé stesso)
- Musica: All I Needed - Alex Wolff